# Papyrus Berlin 17035
P. 17035 (Nr. 831 nach Rahlfs) ist das Fragment einer Pergamenthandschrift aus dem 5. oder 6. Jahrhundert. Es enthält Teile aus dem 1. Buch Mose (Genesis) 36,14–15 und 23–24 in griechischer Sprache. Der Text ist in Unzialen geschrieben.
Das Fragment befindet sich in der Papyrussammlung des Ägyptischen Museums in Berlin, Inv. P. 17035.